# Hajar som hajar
Hajar som hajar (engelska: Shark Tale) är en amerikansk animerad långfilm som hade biopremiär i USA den 1 oktober 2004.

## Handling
Oskar är en liten fisk som helst av allt vill bli rik och berömd. En dag sätter han sig i en mycket stor knipa. Oskar är skyldig sin chef Sykes en stor summa pengar men har inga. Därför blir han fastbunden av Sykes kompanjoner, reggae-brännmaneterna Ernie och Bernie, mitt ute i havet där alla faror lurar. 
En bit längre bort lurar de två vithajsbröderna Frankie och Lenny. Frankie har i uppdrag av sin far att lära Lenny att bli av med sin fobi som skiljer honom från andra hajar – han är vegetarian. Men Lenny iscensätter dödandet av Oskar så att Oskar kan fly. När Frankie upptäcker det jagar han efter Oskar, men får då ett ankare i huvudet och dör.
Oskar ljuger ihop en historia om hur han dödade Frankie, och allt han någonsin önskat sig går i uppfyllelse. Han blir rik, berömd, får tjejer och går under namnet "Hajslaktaren". Men livet blir inte lättare för det. Frankies far Don Lino är revets beryktade maffiaboss och de stora vithajarnas ledare. Han vet inte sanningen och vill hämnas sin son.

## Om filmen
Hajar som hajar regisserades av Eric Bergeron, Vicky Jenson och Rob Letterman.

## Rollista (urval)

### Engelska röster
- Will Smith – Oscar
- Robert De Niro – Don Lino
- Renée Zellweger – Angie
- Jack Black – Lenny
- Angelina Jolie – Lola
- Martin Scorsese – Sykes
- Ziggy Marley – Ernie
- Doug E. Doug – Bernie
- Michael Imperioli – Frankie
- Vincent Pastore – Luca
- Peter Falk – Don Ira Feinberg
- Katie Couric – Katie Current
- David P. Smith – Crazy Joe

### Svenska röster
- Daniel "Papa Dee" Wahlgren – Oscar
- Sara Sommerfeld – Angie
- Rachel Mohlin – Lola
- Josef Fares – Bernie
- Fares Fares – Ernie
- Allan Svensson – Don Lino
- Kim Sulocki – Lenny
- Lars Dejert – Sykes
- Steve Kratz – Frankie
- Linda Nyberg – Katie Current
- Övriga röster – Jacob Bergström, Dick Eriksson, Gunnar Ernblad, Adam Fietz, Jennie Jahns, Tim Johnson, Lawrence Mackrory, Ole Ornered, Rebecca Pantzer, Annika Rynger, Norea Sjöquist, Peter Sjöquist, Annica Smedius, Kristian Ståhlgren, Andreas Rothlin Svensson, Magnus Veigas, Björn Wikström
- Regissör och översättare – Sharon Dyall
- Manusbearbetning – Kristian Ståhlgren
- Producent – Svend Christiansen
- Svensk version producerad av Sun Studio A/S[2]

### Fotnoter
1. ↑  ”Shark Tale” (på engelska). Box Office Mojo. 1 oktober 2004. http://www.boxofficemojo.com/movies/?id=sharktale.htm. Läst 30 oktober 2016.
2. ↑  ”Hajar som hajar - Svenska röster och credits”. Dubbningshemsidan. https://www.dubbningshemsidan.se/credits/hajarsomhajar/. Läst 9 december 2023.